# فيكتور خان
فيكتور خان (بالفرنسية: Victor Kahn)‏ هو لاعب شطرنج فرنسي، ولد في 18 يناير 1889 في موسكو في روسيا، وتوفي في 6 أكتوبر 1971 في نيس في فرنسا.

## وصلات خارجية
- فيكتور خان على موقع مباريات الشطرنج (الإنجليزية)
- فيكتور خان على موقع 365Chess.com (الإنجليزية)
- فيكتور خان على موقع Chesstempo.com (الإنجليزية)
- فيكتور خان سجل أولمبياد الشطرنج على موقع OlimpBase.org (الإنجليزية)